# Chimioprotéomique
La chimioprotéomique (chimio, racine française) ou chemoprotéomique (chemo, racine latine ; provenant du mot anglais chemoproteomics) ou protéomique chimique peut être définie comme la science ayant pour objet l'étude de la réponse d'un protéome à un composé chimique. Elle est une sous-discipline de la biologie chimique, qui utilise les techniques de protéomique et en particulier le séquençage des protéines par spectrométrie de masse pour étudier les interactions d'une molécule avec les protéines contenues dans un échantillon biologique.

## Utilisation

### Identification de cibles biologiques
La chimioprotéomique joue un rôle primordial dans l'identification des cibles biologiques (cible thérapeutique) d'une molécule, après un criblage phénotypique ou après observation d'effets secondaires d'une molécule. Des cibles autres que la FAAH ont ainsi pu être decouvertes par chimioprotéomique, pour BIA 10-2474, une molécule responsable d'un essai clinique mortel en France en 2016. Pour Vemurafenib (recommandé comme traitement de première ligne du mélanome métastatique avec mutation BRAFV600), la chimioprotéomique a permis d'identifier la ferrochélatase comme possible responsable de la photosensibilité des patients traités.

### Profilage de molécules
Parce que les molécules sont rarement sélectives, la chimioprotéomique peut contribuer au repositionnement des médicaments en permettant le profilage systématique de la pharmacopée, comme les inhibiteurs de kinases, ou les inhibiteurs de HDAC.

### Criblage agnostique
Le nombre de protéines qui possèdent des ligands connus ne représente qu'un faible pourcentage des protéines qui constituent un protéome. La chimioprotéomique contribue à simultanément identifier une cible biologique et son ligand, indépendamment ou non d'un criblage phénotypique.

## Approches

### Sans sondes chimiques
- CETSA-MS/TPP
- DARTS
- SPROX
- LiP-MS

### Avec sondes chimiques
- ABPP
- AfBPP
- PAL